# Prosper Grech
Prosper Grech OSA (ur. 24 grudnia 1925 w Birgu, zm. 30 grudnia 2019 w Rzymie) – maltański duchowny katolicki, augustianin, wieloletni konsultor Kongregacji Nauki i Wiary, kardynał, były rektor („preside”) Instytutu Patrystycznego Augustinianum w Rzymie.

## Życiorys
6 stycznia 2012 ogłoszona została jego kreacja kardynalska, której papież Benedykt XVI dokonał oficjalnie na konsystorzu w dniu 18 lutego 2012. Ze względu na ukończenie wieku 80 lat przed otrzymaniem godności kardynalskiej, nie mógł brać udziału w konklawe, a zatem jego kreacja miała wymiar przede wszystkim honorowy. Wcześniej, 18 stycznia 2012 został prekonizowany arcybiskupem tytularnym San Leone. Sakry biskupiej udzielił mu 8 lutego 2012 ówczesny arcybiskup Malty - Paul Cremona.